# Chicago Board Options Exchange
Il Chicago Board Options Exchange (CBOE), situato a 400 South LaSalle Street a Chicago, è la più grande borsa di opzioni statunitensi con un volume di scambi annuo che si aggirava intorno a 1,27 miliardi di contratti alla fine del 2014. CBOE offre opzioni su oltre 2.200 società, 22 indici azionari e 140 fondi negoziati in borsa (ETF).
Il Chicago Board of Trade ha istituito il Chicago Board Options Exchange nel 1973. La prima borsa a quotare opzioni su azioni standardizzate e negoziate in borsa ha iniziato il suo primo giorno di negoziazione il 26 aprile 1973, per celebrare il 125º compleanno del Chicago Board of Trade. Il CBOE è regolamentato dalla Securities and Exchange Commission e di proprietà di Cboe Global Markets.

## Contratti offerti
Il CBOE (e altri scambi di opzioni nazionali) offre opzioni su quanto segue e altri:
- S&P 500 Index (ticker SPX)
- S&P 100 Index (OEX)
- Dow Jones Industrial Average (DJX)
- NASDAQ-100 Index (NDX)
- Russell 2000 Index (RUT)
- SPDR S&P 500 (SPY)
- NASDAQ-100 Trust (QQQ)
- Nasdaq Composite (ONEQ)
- S&P Latin American 40 (ILF)
- S&P MidCap 400 (MDY, IJH, and CBOE root symbol MID)
- Cohen & Steers Realty Majors Index (ICF)
- Wilshire 5000 (VTI)
- MSCI EMIF (EEM)
- MSCI EAFE (Europa-Asia-Australia-estremo oriente) (EFA)
- Dow Diamonds Trust (DIA)
- China 25 Xinhua/FTSE Index (FXI)
- Brazil São Paulo Stock Exchange (EWZ)
- Microsoft (MSFT)
- General Electric (GE)
- Altria (MO)
- Bitcoin (XBT)

Il CBOE calcola e diffonde l'indice di volatilità CBOE (VIX), CBOE S&P 500 BuyWrite Index (BXM) e altri indici.